# Blue Suede Shoes
«Blue Suede Shoes» es una canción de rock compuesta por el músico estadounidense Carl Perkins y publicada como sencillo en 1956. es considerada por algunos como una de las primeras grabaciones de rock and roll de la historia.

## Origen
La canción surgió durante una gira de Perkins, Johnny Cash y Elvis Presley en 1955. En una ocasión, Cash le contó a Perkins que había conocido a un piloto de avión negro mientras servía al Ejército en Alemania, y se refirió a sus calzados militares de regulación del aire como unos "zapatos de ante azul" (blue suede shoes). Fue ahí cuando Cash le sugirió a Perkins escribir una canción sobre esos zapatos, a lo que Perkins respondió:  "No sé nada acerca de los zapatos. ¿Cómo puedo escribir una canción sobre los zapatos?".
Tiempo después, mientras tocaba en un centro de baile, Perkins vio a una pareja, y le llamó la atención que el muchacho llevara unos zapatos de ante, y que mientras bailaba, le dijera a su acompañante "no pises mis gamuzas" (refiriéndose a sus zapatos de ante). El músico quedó desconcertado, ya que el hombre le daba más valor a sus zapatos que a su pareja. Fue en ese momento cuando Perkins decidió seguir el consejo de Cash y hacer una canción sobre zapatos de ante.
Perkins grabó la canción a finales de 1955 y la publicó como sencillo en enero de 1956. El sencillo se transformó en un éxito rotundo y ya estaba en los primeros lugares en las listas de "hits". Incluso, consagró a su compositor como el primer artista de country en ingresar en las listas de rythm & blues, y alcanzar el tercer puesto. También estuvo en el primer lugar de los Billboard Hot 100, disputando su puesto con "Heartbreak Hotel" de Elvis Presley.

## Versión de Elvis Presley
Tal vez la versión más popular de "Blue Suede Shoes" fue la que interpretó Elvis Presley. Cuando la RCA contrató a Elvis, le hizo debutar con canciones de otros autores, algo común por aquellos años. Él ya conocía a Perkins desde sus días en Sun Records, y por lo mismo, propuso grabar la canción, pero presionó para que no fuera publicada de inmediato, ya que la versión de Perkins aún continuaba en los primeros puestos de las listas. 
Casi nueve meses tuvo que esperar para publicar la canción como sencillo, aunque ésta ya estaba disponible en su álbum debut, que se puso a la venta en marzo de 1956. El sencillo aparecería durante los primeros días de septiembre.
La versión de Elvis cuenta con dos solos de guitarra eléctrica por Scotty Moore, junto con Bill Black en el contrabajo, y Dominic Joseph Fontana en la batería.
Esta versión llegaría a puesto 20 de las listas, y no pudo alcanzar el primer lugar de la interpretación de Perkins.

## Versiones
Esta es una lista de artistas o personajes que alguna vez interpretaron o grabaron "Blue Suede Shoes":
- Buddy Holly
- Cliff Richard y The Shadows
- Hank Marvin
- The Beatles
- Cat Mother & the All Night Newsboys
- Count von Count en Sesame Street
- The Grateful Dead
- Eddie Cochran
- Jimi Hendrix
- Johnny Rivers
- John Lennon
- Elvis Presley
- Bill Haley & His Comets
- Albert King
- Lemmy
- Black Sabbath
- Billy "Crash" Craddock
- Brian Setzer
- Carl Mann
- Warren Smith
- Pat Boone
- Ry Cooder
- Andy Kaufman en Saturday Night Live
- Tom Cruise en The Tonight Show con Jay Leno en 2008
- Roy Orbison
- Conway Twitty
- Johnny Hallyday
- The Dave Clark Five
- Jerry Lee Lewis
- Johnny Cash
- The Toy Dolls
- Merle Haggard
- Helloween
- Stray Cats
- Paul McCartney
- George Harrison, Eric Clapton, Dave Edmunds,y  Ringo Starr en el especial de HBO Blue Suede Shoes: A Rockabilly Session en 1985
- Hurriganes
- Shakin' Stevens
- Van Morrison y Bob Dylan en 1998 i
- The Residents
- Chubby Checker
- George Harrison, Bob Dylan, John Fogerty, Taj Mahal, y Jesse Ed Davis, en 1987 a
- Foghat
- The Stray Cats en Alemania, con Eddie Van Halen, Les Paul, B.B. King, Waylon Jennings y Steve Miller
- John Fogerty
- John Sebastian
- Johnny Winter
- Bruce Springsteen
- Mary J. Blige
- Moris (cantante argentino)
- Dick Clark con Johnny Rivers, Charlie Daniels, Stephen Stills, Lee Rocker de the Stray Cats, Tommy Shaw de Styx, George Duke, Mick Fleetwood, Teena Marie, Tom Scott, Glen Campbell, James Ingram, Eddie Money, Tom Wopat de the Dukes of Hazzard, Dee Murray de Elton John, Ricky Skaggs, Steve Cropper de Booker T and the MGs, Stanley Clarke, John Schneider de the Dukes of Hazzard, Bo Diddley, Nigel Olsson  de Elton John, Rindy Ross de Quarterflash, Chuck Mangione, y Lee Ritenour.
- The Kidsongs